# Gare de Saint-Mariens - Saint-Yzan
Gare de Saint-Mariens - Saint-Yzan vasútállomás Franciaországban, Saint-Yzan-de-Soudiac településen.

## Vasútvonalak
Az állomást az alábbi vasútvonalak érintik:
- Chartres–Bordeaux-vasútvonal
- Ligne Châteauneuf-sur-Charente - Saint-Mariens-Saint-Yzan

## Kapcsolódó állomások
A vasútállomáshoz az alábbi állomások vannak a legközelebb:
- Gare de Bussac
- Gare de Cavignac